# Мете Хорозоглу
Мете Хорозоглу (тур. Mete Horozoğlu; нар. 11 жовтня 1975, Анкара, Туреччина )— турецький актор. Найбільш відомий за роллю Зюльфікяра Паші, яку виконував у серіалі Величне століття. Нова володарка.

## Біографія
Народився в Анкарі. Вже після закінчення школи Мете точно знав якій професії присвятить життя. Тому майбутній актор вирішує вступити до театрального університету. Отримавши диплом, Мете 3 роки працював у театрі, а потім вирішив спробувати свої сили у кіно. Актору запропонували роль у серіалі "Кампус" і йому вдалось довести кінокритикам, що він талановитий актор. 
 Мете завжди вибирає ролі, які, як він стверджує гармоніюють з його внутрішнім світом. 
 Одним з перших проектів актора після зйомок у серіалі "Кампус" був "Тліючий кокон". Наступними стали проекти: "Дихання: Хай живе Батьківщина" та "Хто вбив тінь?".  Справжню популярність акторові принесли зйомки у серіалі "Безцінний час". Однак визнання здобув завдяки ролі Зульфікяра Паші, яку актор виконав у турецькому серіалі Величне століття. Нова володарка.

26 квітня 2013 року разом  з  Бурджу Кара був ведучим церемонії «Telif Hakları Ödül Töreni».

## Сім'я
Мете Хорозоглу одружений з акторкою театру і кіно Еліф Сонмез. Пара виховує сина Алі, який народився в 2012 році.

## Фільмографія
- 2005 — Тліючий кокон (міні-серіал)
- 2006 — Ankara cinayeti
- 2006 — Хто вбив тінь?
- 2006 — Дихання: Хай живе Батьківщина
- 2010 — Нічого собі знайомства
- 2010 — Перехрестя
- 2010—2013 — Бесцінний час
- 2011 — Takim: Vatan sana canim feda
- 2012 — Звільнення останнього пункту
- 2012 — Насититись голодом
- 2013—2014  — Загублений
- 2014  — Мене звати Гюльтепе
- 2015—2016  — Величне століття. Нова володарка